# Waldameer Park
Waldameer Park and Water World est un parc d'attractions et un parc aquatique situé à Millcreek Township, en Pennsylvanie, aux États-Unis. Waldameer est le quatrième plus vieux parc d'attractions de Pennsylvanie, et également parmi les plus anciens, toujours en opération des États-Unis.

## Histoire
Le parc débutât comme aire de pique-nique appelée Hoffman's Grove. L'Erie Electric Motor Company loua le parc en 1896 et le renomma "Waldameer". La compagnie de transport étendit son réseau afin de faire de l'ancienne zone de pique-nique, le terminus de sa ligne, espérant ainsi augmenter son trafic.
Waldameer vendit, en 1988, son carrousel aux enchères pour plus de $1 millions. Il utilisa alors le montant pour le remplacer et pour acheter de nouveaux équipements. Ce nouveau carrousel, construit par Chance Rides, comporte soixante chevaux de bois.
Le propriétaire décide ensuite de construire un nouveau restaurant appelé "The Carousel" à côté du hall de banquet "Rainbow Gardens". Parmi les autres attractions construites à cette époque, on retrouve plusieurs types de toboggans, tous construits par la Fiberglass Company.
Le parc installa également deux attractions scéniques : le Whacky Shack et Pirates Cove, un walk-through conçu et fabriqué par Bill Tracy et sa compagnie du New-Jersey, Amusement Display Associates of Cape May.
En 2008, le parc installe un nouveau parcours de montagnes russes en bois, Ravine Flyer II (en) qui lui vaut le Golden Ticket Awards de la meilleure nouvelle attraction 2008.

## Les attractions

### Montagnes russes

#### En fonction
| Nom de l'attraction | Type                          | Constructeur                  | Année d'ouverture |
| ------------------- | ----------------------------- | ----------------------------- | ----------------- |
| Comet               | Montagnes russes en bois      | Philadelphia Toboggan Company | 1951              |
| Ravine Flyer III    | Montagnes russes junior       | Miler Coaster (en)            | 2000              |
| Ravine Flyer II     | Montagnes russes en bois      | The Gravity Group             | 2008              |
| Steel Dragon        | Montagnes russes tournoyantes | Maurer Rides                  | 2004              |
| Whirlwind           | Montagnes russes tournoyantes | SBF Visa Group                | 2020              |

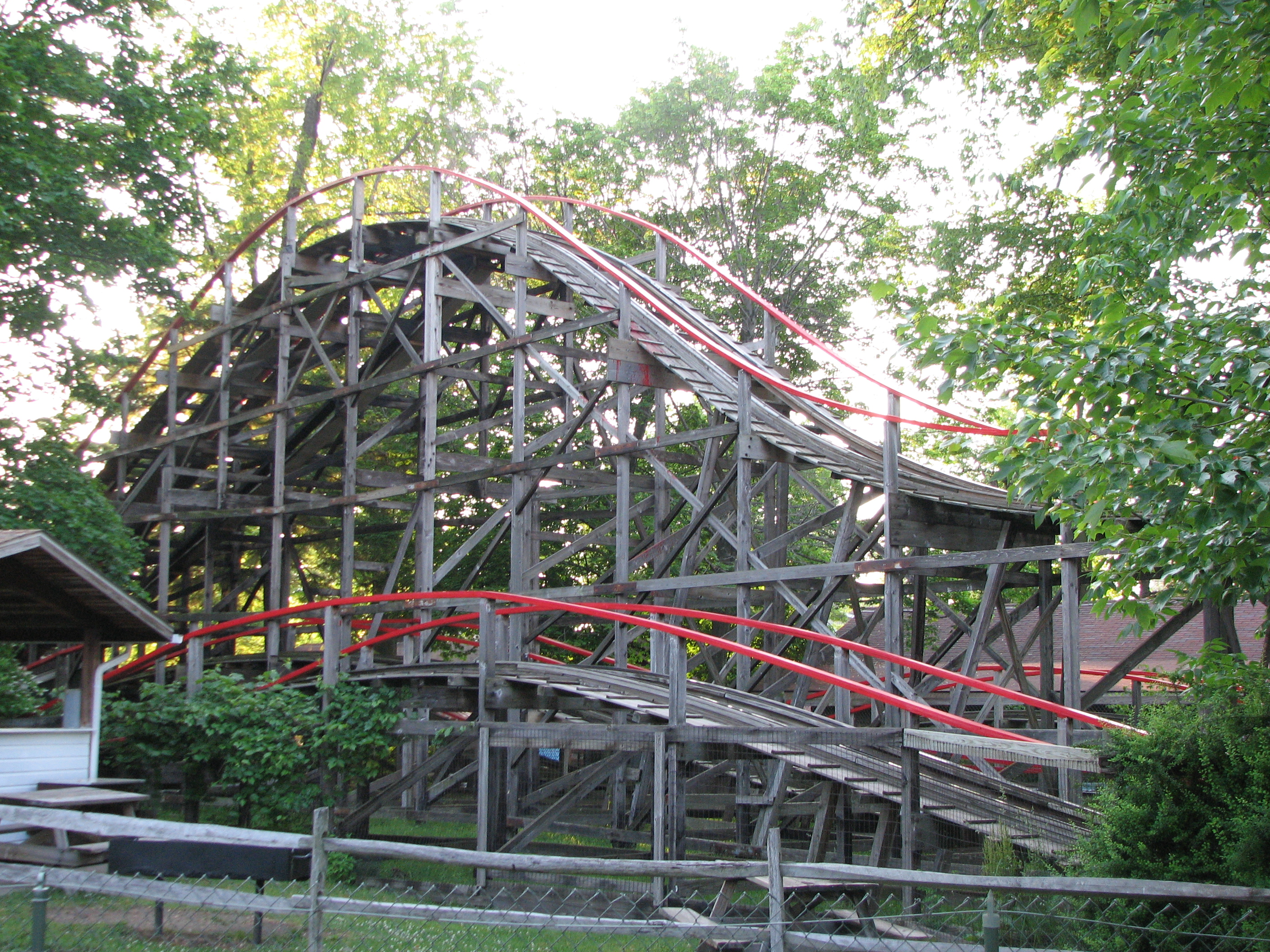
The Comet
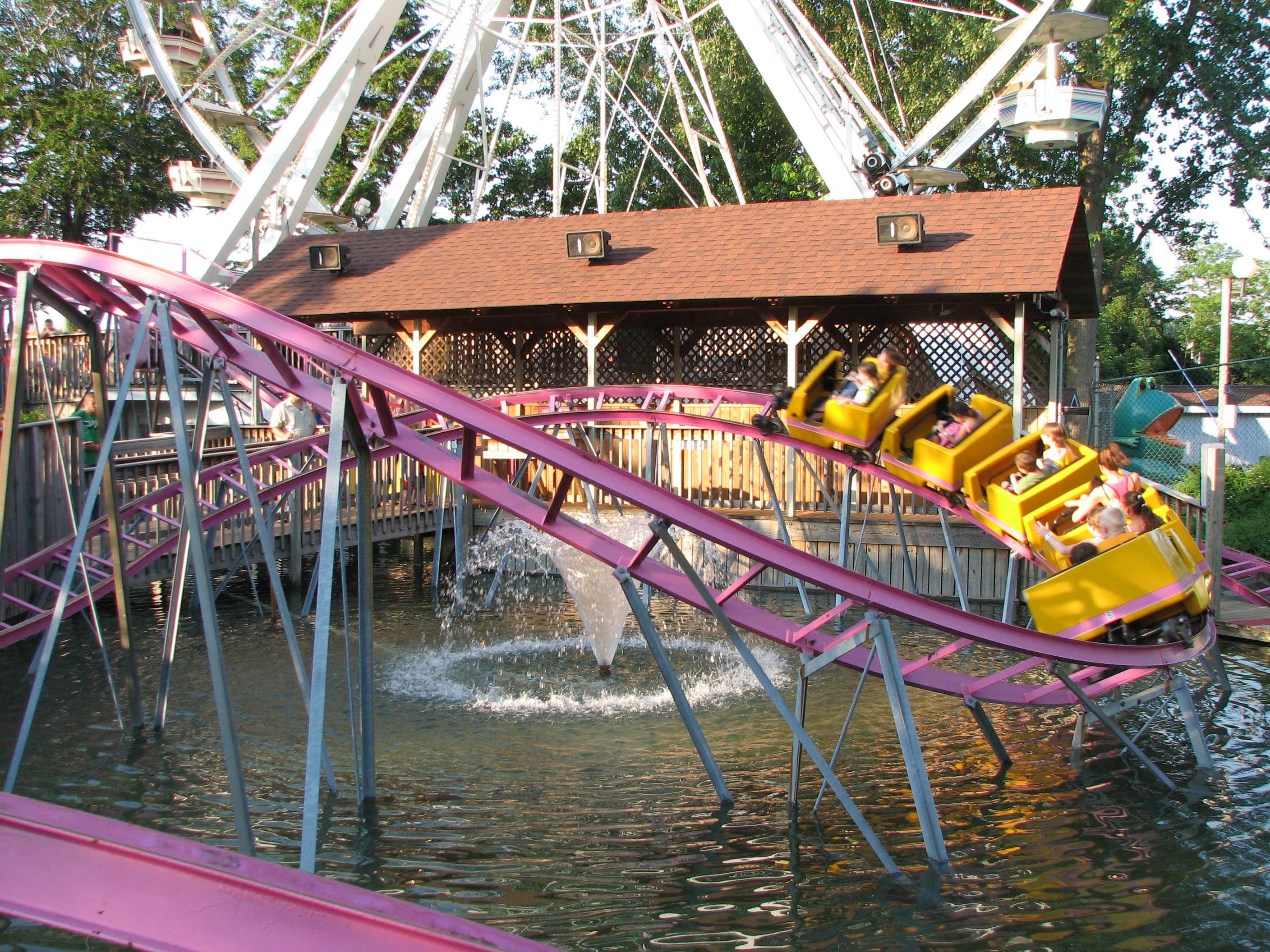
Ravine Flyer III
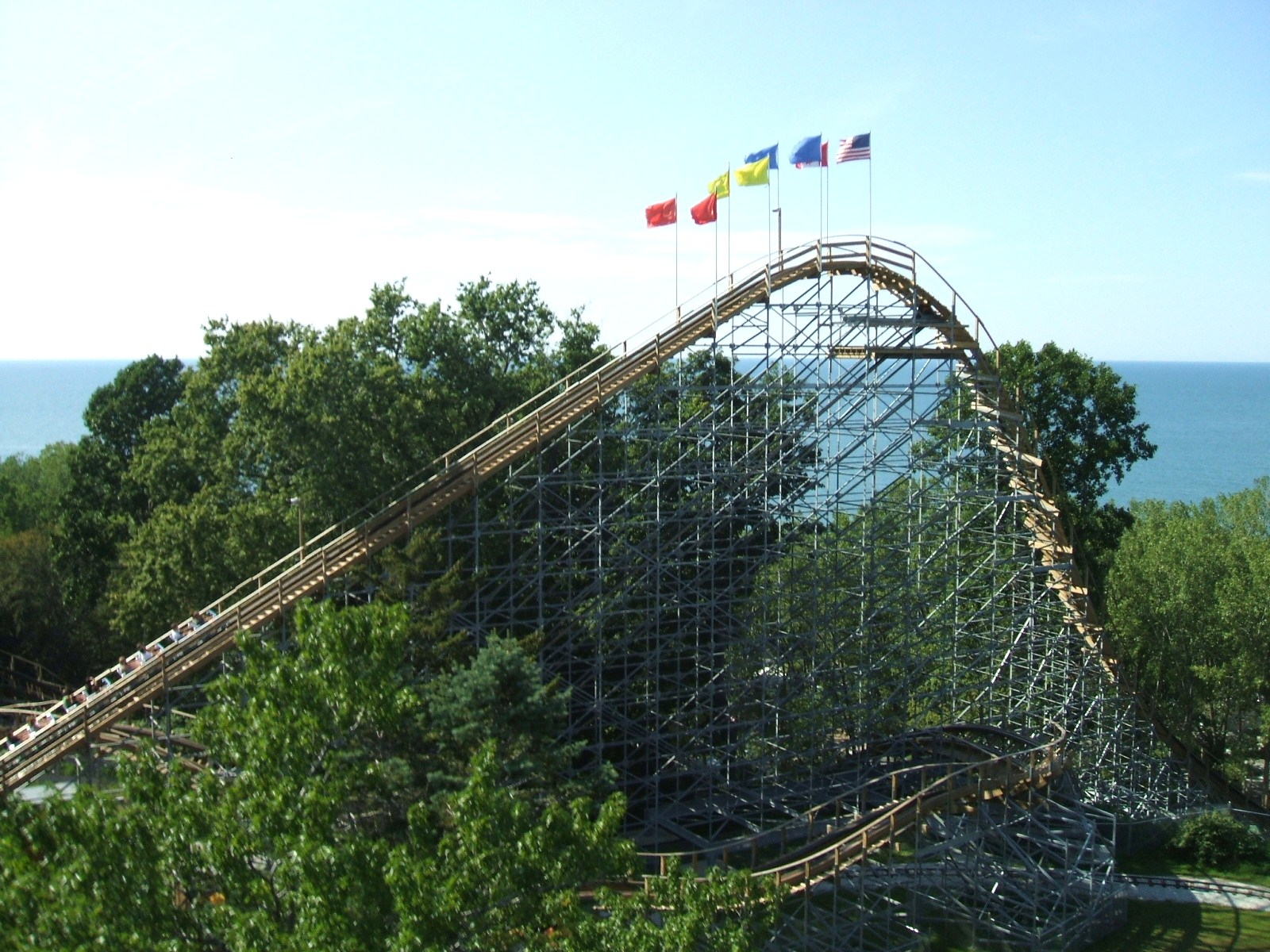
Ravine Flyer II
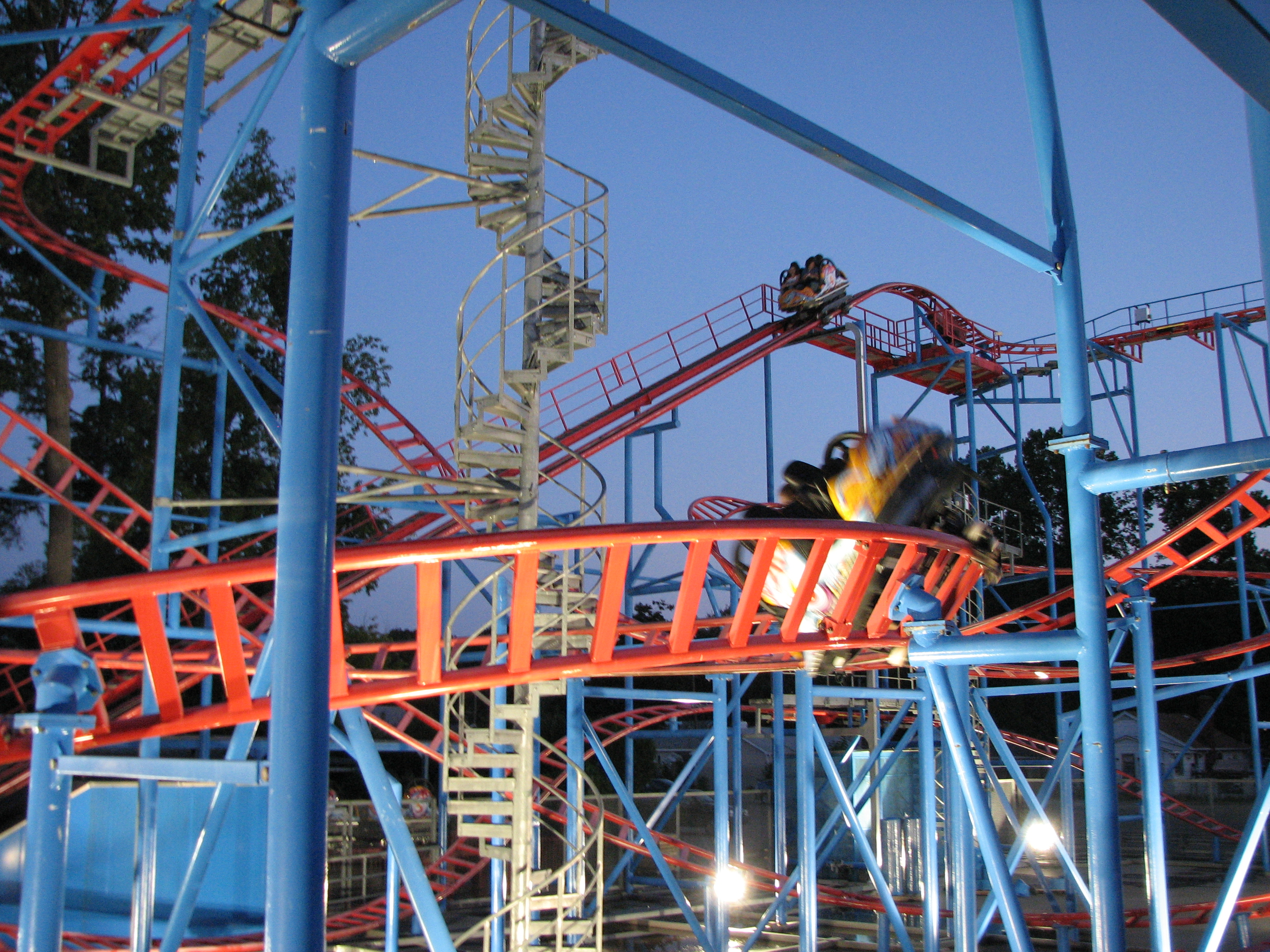
Steel Dragon

#### Disparues
| Nom de l'attraction | Type                     | Constructeur                | Année d'ouverture | Année de fermeture |
| ------------------- | ------------------------ | --------------------------- | ----------------- | ------------------ |
| Figure Eight        | Montagnes russes en bois | T. M. Harton/John A. Miller | 1902              | 1937               |
| Ravine Flyer        | Montagnes russes en bois | Harry C. Baker              | 1922              | 1938               |
| Scenic Railway      | Montagnes russes en bois | Frederick Ingersoll         | 1907              | 1919               |

### Autres attractions
- Ali Baba - Rainbow (1999)
- Balloon Race - Balloon Race de Zamperla (2018)
- Big Rigs - Convoy de Zamperla (1999)
- Chaos - Discovery Revolution de Zamperla (2019)
- Dodg'ems - Auto tamponneuse (années 1970)
- Ferris Wheel Grande roue de Chance Rides (1994)
- Flying Swings - Chaises volantes de Zamperla (2011)
- Frog Hopper - Frog Hopper de S&S Power (1999)
- Grand Carousel - Carrousel de Chance Rides (1989)
- Giant Gondola Wheel - Grande roue
- Happy Swing - Happy Swing de Zamperla (2012)
- Kiddie Wet Boats - Carrousel de bateaux de Allan Herschell Company (1950)
- Lil Toot - Train pour enfants (1994)
- L. Ruth Express Train - Train de Chance Rides (1972)
- Mega Vortex - Mega Disk'O de Zamperla (2009)
- Paratrooper - Paratrooper de Hrubetz MFG (1973)
- Pirate's Cove - Walkthrough (1972)
- Scrambler - Scrambler de Eli Bridge Company (1964)
- Sea Dragon - Bateau à bascule de Chance Rides (1992)
- Sky Ride - Télécabine de Hopkins (1978)
- Spider - Pieuvre de Eyerly (1977)
- S.S. Wally - Rockin' Tug de Zamperla (2011)
- Thunder River - Bûches de Hopkins Rides (1996)
- Tilt-A-Whirl - Tilt-A-Whirl de Sellner Manufacturing (1964)
- Wendy's Tea Party - Tasses de Zamperla (2011)
- Whacky Shack - Train fantôme (1970)
- Wipeout - Trabant-Wipeout de Chance Rides (1995)
- X-Scream - Tour de chute de ARM Rides (2007)

### Attractions aquatiques
- Presque Isle Plunge
- Lake Erie Dip
- Midnight Plunge
- Awesome Twosome
- Wild River
- Raging River
- Endless River - Lazy river
- Bermuda Triangle (3 toboggans)
- Free Fall Slide
- Speed Slide
- Giant Hot Tub
- Tad Pool play area